# Patrick Labyorteaux
Patrick Labyorteaux, född 22 juli 1965 i Los Angeles, Kalifornien, är en amerikansk skådespelare. 
Labyorteaux påbörjade skådespelarkarriären som barn och är mest känd som Bud Roberts i TV-serien På heder och samvete (1995-2005), samt som Andy Garvey i TV-serien Lilla huset på prärien.
Han är bror till Matthew Laborteaux.

## Filmografi
- 1974 – Mame
- 1977-1981 – Lilla huset på prärien
- 1977 – Starsky och Hutch (gästroll)
- 1979-1981 – Kärlek ombord (gästroller)
- 1989 – 21 Jump Street (gästroll)
- 1990 – Paradise, Vilda västern (2 avsnitt)
- 1995 – Lois & Clark (gästroll)
- 1995-2005 – På heder och samvete (huvudroll)
- 1995-1998 – Spider-Man (röstskådespelare)
- 2003-2018 – NCIS (3 avsnitt)
- 2007 – Brottskod: Försvunnen (gästroll)
- 2008 – CSI: Crime Scene Investigation (gästroll)
- 2009 – Dexter (gästroll)
- 2009 – Ghost Whisperer (gästroll)
- 2016 – Castle (gästroll)
- 2016 – Scandal (gästroll)
- 2018 – The Last Sharknado: It's About Time